# 壬生寺
壬生寺（みぶでら）是位在日本京都府京都市中京區的律宗大本山寺院。本尊地藏菩薩、開基（創立者）為快賢。和新選組有關的寺院。

## 關連項目
- 壬生狂言
- 壬生六齋念佛踊

## 外部連結
- 壬生寺